# WrestleMania Backlash (2022)
WrestleMania Backlash (2022) foi o 17º evento ao vivo de luta livre profissional Backlash produzido pela WWE e realizado para lutadores das divisões de marca Raw e SmackDown. O evento foi transmitido em pay-per-view (PPV) em todo o mundo e disponibilizado para transmissão pela Peacock nos Estados Unidos e pela WWE Network internacionalmente em 8 de maio de 2022, no Dunkin' Donuts Center em Providence, Rhode Island. Foi o segundo Backlash realizado com este nome após o evento do ano anterior, renomeando oficialmente a série de eventos como WrestleMania Backlash. Também foi o terceiro Backlash realizado no Dunkin' Donuts Center após as edições de 1999 e 2009. O conceito do evento é baseado na repercussão do WrestleMania 38.

## Produção
Backlash é um evento recorrente que foi estabelecido pela WWE em 1999. Foi realizado anualmente de 1999 a 2009. O Backlash foi descontinuado após 2009, mas restabelecido em 2016 e tem sido realizado todos os anos desde então, exceto em 2019. O conceito original do evento foi baseado na reação do principal evento da WWE, WrestleMania. Os eventos de 2016 a 2018 e em 2020 não traziam esse tema; no entanto, o evento de 2021 retornou a esse conceito original e foi nomeado "WrestleMania Backlash". O evento de 2022 também foi confirmado para ser realizado com esse nome, renomeando a série de eventos para WrestleMania Backlash. Será o 17º evento na cronologia do Backlash e contará com a reação da WrestleMania 38. Está programado para acontecer em 8 de maio de 2022, no Dunkin' Donuts Center em Providence, Rhode Island e contará com lutadores das marcas Raw e SmackDown. Será transmitido em pay-per-view (PPV) em todo o mundo, nos serviços de streaming Peacock nos Estados Unidos e WWE Network nos mercados internacionais.

### Histórias
O evento incluirá lutas que resultam de histórias roteirizadas, onde lutadores retratam heróis, vilões ou personagens menos distinguíveis em eventos roteirizados que criam tensão e culminam em uma luta ou série de lutas. Os resultados são predeterminados pelos escritores da WWE nas marcas Raw e SmackDown, enquanto as histórias são produzidas nos programas de televisão semanais da WWE, Monday Night Raw e Friday Night SmackDown.
Na WrestleMania 38, Charlotte Flair derrotou Ronda Rousey para reter o Campeonato Feminino do SmackDown. No episódio seguinte do SmackDown, Rousey queria outra oportunidade pelo título e desafiou Flair em uma luta "I Quit", mas Flair negou e disse a Rousey para voltar à linha. Rousey a rebateu e disse a ela que a partida aconteceria de qualquer maneira. No dia seguinte, a luta pelo título foi marcada para o WrestleMania Backlash.
Na WrestleMania 38, o ex-lutador da All Elite Wrestling Cody Rhodes fez seu retorno à WWE depois de seis anos como oponente surpresa de Seth "Freakin" Rollins, onde Rhodes foi vitorioso. No episódio do Raw de 11 de abril, Rollins afirmou que estava em desvantagem injusta, pois não sabia quem estava enfrentando de antemão. Rollins disse que em um campo de jogo equilibrado, ele derrotaria Rhodes e o desafiou para uma revanche, que Rhodes aceitou e, portanto, foi agendado para o WrestleMania Backlash.
Na WrestleMania 38, o Campeão Universal do SmackDown, Roman Reigns, derrotou o Campeão da WWE do Raw, Brock Lesnar, em uma luta Winner Takes All para reivindicar os dois títulos e ser reconhecido como o "Campeão Universal Indiscutível da WWE". No episódio seguinte do SmackDown, Reigns disse que não tinha mais nada a provar; no entanto, ele queria que seus primos, os Campeões de Duplas do SmackDown The Usos (Jey Uso e Jimmy Uso), repetissem sua façanha ao ganhar o Campeonato de Duplas do Raw para trazer mais ouro para The Bloodline. Os Usos apareceram no Raw na semana seguinte para desafiar os Campeões de Duplas do Raw, RK-Bro (Randy Orton e Riddle), que aceitaram e a luta foi oficializada como uma luta de unificação do campeonato Winners Take All na WrestleMania Backlash.

## Resultados
| Nº                                          | Resultados | Estipulações                                           | Tempo |
| ------------------------------------------- | --- | ------------------------------------------------------ | ----- |
| 1                                           | Cody Rhodes derrotou Seth "Freakin" Rollins                                                                                  | Luta individual                                        | 20:45 |
| 2                                           | Omos (com MVP) derrotou Bobby Lashley                                                                                        | Luta individual                                        | 8:50  |
| 3                                           | Edge derrotou AJ Styles | Luta individual Damian Priest estava banido do ringue. | 16:25 |
| 4                                           | Ronda Rousey derrotou Charlotte Flair (c)                                                                                    | Luta "I Quit" pelo Campeonato Feminino do SmackDown    | 16:35 |
| 5                                           | Madcap Moss derrotou Happy Corbin                                                                                            | Luta individual                                        | 9:50  |
| 6                                           | The Bloodline (Roman Reigns, Jey Uso e Jimmy Uso) (com Paul Heyman) derrotaram Drew McIntyre e RK-Bro (Randy Orton e Riddle) | Luta Six-Man tag team                                  | 22:20 |
| (c) – Refere-se aos campeões antes da luta. | |                                                        |       |